# Grand Prix Formule 1 van Monaco 1984
De Grand Prix Formule 1 van Monaco 1984 werd verreden op 3 juni op het Circuit de Monaco in Monte Carlo. Het was de zesde race van het seizoen.

## Verslag
Alain Prost vertrok in de hevige regen vanop de pole-position. Hij nam de leiding tot hij in de negende ronde voorbijgegaan werd door Nigel Mansell. Het was voor het eerst dat de Brit aan de leiding reed. Hij nam twee seconden voorsprong per ronde, maar crashte zes ronden later en moest opgeven. Prost nam de leiding over, voor Ayrton Senna. De Braziliaan, in de oncompetitieve Toleman, kwam snel dichterbij. De raceleiding, met als hoofd Jacky Ickx, nam echter de beslissing om de race stil te leggen door de slechte weersomstandigheden. Aan het einde van de 32ste ronde werd de rode vlag getoond. Senna ging nog voorbij een vertragende Prost, maar volgens de reglementen golden de posities van een ronde eerder. Hierdoor won Prost de Grand Prix.
Het stopzetten van de Grand Prix was bijzonder controversieel: Alain Prost met TAG-motor (gefabriceerd door Porsche) kreeg hierdoor een voordeel, doordat Ickx, op dat moment werknemer bij Porsche, besloot de race stil te leggen. Ironisch genoeg kwam Prost op het eind van het seizoen een half punt tekort om de wereldtitel te pakken.

## Uitslag
| Positie | Nummer | Rijder             | Team              | Ronden | Tijd/Opgave         | Startplaats | Punten |
| ------- | ------ | ------------------ | ----------------- | ------ | ------------------- | ----------- | ------ |
| 1       | 7      | Alain Prost        | McLaren-TAG       | 31     | 1:01:07.740         | 1           | 4½     |
| 2       | 19     | Ayrton Senna       | Toleman-Hart      | 31     | + 7.446             | 13          | 3      |
| 3       | 28     | René Arnoux        | Ferrari           | 31     | + 29.077            | 3           | 2      |
| 4       | 6      | Keke Rosberg       | Williams-Honda    | 31     | + 35.246            | 10          | 1½     |
| 5       | 11     | Elio de Angelis    | Lotus-Renault     | 31     | + 44.439            | 11          | 1      |
| 6       | 27     | Michele Alboreto   | Ferrari           | 30     | + 1 Ronde           | 4           | ½      |
| 7       | 24     | Piercarlo Ghinzani | Osella-Alfa Romeo | 30     | + 1 Ronde           | 19          |        |
| 8       | 5      | Jacques Laffite    | Williams-Honda    | 30     | + 1 Ronde           | 16          |        |
| DQ      | 4      | Stefan Bellof      | Tyrrell-Ford      | 31     | Gediskwalificeerd   | 20          |        |
| NF      | 22     | Riccardo Patrese   | Alfa Romeo        | 24     | Stuurfout           | 14          |        |
| NF      | 8      | Niki Lauda         | McLaren-TAG       | 23     | Spin                | 8           |        |
| NF      | 14     | Manfred Winkelhock | ATS-BMW           | 22     | Spin                | 12          |        |
| NF      | 12     | Nigel Mansell      | Lotus-Renault     | 15     | Spin                | 2           |        |
| NF      | 1      | Nelson Piquet      | Brabham-BMW       | 14     | Elektrisch probleem | 9           |        |
| NF      | 25     | Francois Hesnault  | Ligier-Renault    | 12     | Elektrisch probleem | 17          |        |
| NF      | 2      | Corrado Fabi       | Brabham-BMW       | 9      | Elektrisch probleem | 15          |        |
| NF      | 20     | Johnny Cecotto     | Toleman-Hart      | 1      | Spin                | 18          |        |
| NF      | 16     | Derek Warwick      | Renault           | 0      | Botsing             | 5           |        |
| NF      | 15     | Patrick Tambay     | Renault           | 0      | Botsing             | 6           |        |
| NF      | 26     | Andrea de Cesaris  | Ligier-Renault    | 0      | Ongeluk             | 7           |        |
| NQ      | 17     | Marc Surer         | Arrows-Ford       |        |                     |             |        |
| NQ      | 3      | Martin Brundle     | Tyrrell-Ford      |        |                     |             |        |
| NQ      | 23     | Eddie Cheever      | Alfa Romeo        |        |                     |             |        |
| NQ      | 18     | Thierry Boutsen    | Arrows-BMW        |        |                     |             |        |
| NQ      | 10     | Jonathan Palmer    | RAM-Hart          |        |                     |             |        |
| NQ      | 21     | Mauro Baldi        | Spirit-Hart       |        |                     |             |        |
| NQ      | 9      | Philippe Alliot    | RAM-Hart          |        |                     |             |        |

## Statistieken
| Pole-position | Alain Prost  | McLaren-TAG  | 1:22.661 |
| Snelste ronde | Ayrton Senna | Toleman-Hart | 1:54.334 |

## Noot
- Eerste snelste ronde en de eerste podiumplaats voor Ayrton Senna.
- Eerste rondes als raceleider voor Nigel Mansell.

1929 · 1930 · 1931 · 1932 · 1933 · 1934 · 1935 · 1936 · 1937 · 1948 · 1950 · 1955 · 1956 · 1957 · 1958 · 1959 · 1960 · 1961 · 1962 · 1963 · 1964 · 1965 · 1966 · 1967 · 1968 · 1969 · 1970 · 1971 · 1972 · 1973 · 1974 · 1975 · 1976 · 1977 · 1978 · 1979 · 1980 · 1981 · 1982 · 1983 · 1984 · 1985 · 1986 · 1987 · 1988 · 1989 · 1990 · 1991 · 1992 · 1993 · 1994 · 1995 · 1996 · 1997 · 1998 · 1999 · 2000 · 2001 · 2002 · 2003 · 2004 · 2005 · 2006 · 2007 · 2008 · 2009 · 2010 · 2011 · 2012 · 2013 · 2014 · 2015 · 2016 · 2017 · 2018 · 2019 · 2020 · 2021 · 2022 · 2023 · 2024 · 2025